# Lepadella pseudosimilis
Lepadella pseudosimilis är en hjuldjursart som beskrevs av Koch-Althaus 1963. Lepadella pseudosimilis ingår i släktet Lepadella och familjen Lepadellidae. Inga underarter finns listade i Catalogue of Life.